# Spragueia rudisana
Spragueia rudisana là một loài bướm đêm trong họ Noctuidae.